# Dusona inconspicua
Dusona inconspicua är en stekelart som beskrevs av Horstmann 2004. Dusona inconspicua ingår i släktet Dusona och familjen brokparasitsteklar. Inga underarter finns listade i Catalogue of Life.